# Гуидо Гонзага (1290 – 1369)
Вижте пояснителната страница за други личности с името Гуидо Гонзага.
Гуидо Гонзага (на италиански: Guido Gonzaga; * 1290, Мантуа; † 22 септември 1369 пак там) от род Гонзага e подест на Мантуа (1328), господар на Мантуа и капитан на народа (1360 – 1369), господар на Реджо (1335 – 1369), кондотиер. През 1362 г. император Карл IV го издига в граф на Мантуа.

## Произход
Той е син и наследник на Луиджи I Гонзага (* 1268, † 1360), подест на Модена, подест на Мантуа, подест на Парма, господар на Мантуа и капитан на народа, имперски викарий, и първата му съпруга Рикилда Рамберти от Ферара († 1318). Негови дядо и баба по бащина линия са Гуидо (Корадо) Коради (Коради да Гондзага) и Естрамбина ди Сан Мартино, а по майчина – кондотиерът Рамберто Рамберти, подест на Мантуа, и Маргерита ди Алмерико дей Лавелонго. Има двама братя и една сестра:
- Фелтрино (* ок. 1330; † 1374),  кондотиер, господар на Новелара и Баньоло, имперски викарий в Реджо, родоначалник на кадетския клон „Гонзага ди Новелара е Баньоло“
- Томазина († 1372),съпруга на Гулиелмо Ацоне Кастелбарко, кондотиер на служба при Скалиджери
- Филипино (* кр. на 13 век; † 1356), имперски викарий в Реджо, кондотиер, съпруг на Анна Довара и на Верена фон Хабсбург-Лауфенбург

Има и трима полубратя и една полусестра от втория брак на баща си, сред които Корадо, кондотиер, родоначалник на кадетския клон Нобили Гонзага (или Гонзага ди Палацоло), четири полубратя и две полусестри от третия му брак, както и един полубрат и две полусестри от извънбрачни негови връзки.

## Управление
За Гуидо (Гуидо I или Гуидоне) не се помнят конкретни управленчески действия в периода, в който е на власт; достигайки управлението вече в напреднала възраст (70 г.), той е подкрепен от синовете си, като най-големият Уголино, който по всяка вероятност ефективно управлява съдбата на държавата, поне до убийството му (14 октомври 1362 г.) от ръцете на братята му Франческо и Лудовико. Следователно дейността на Гуидо (той е подест на Реджо през 1328 г.) е по-значима в предходните години, когато баща му е генерален капитан, който го подкрепя заедно с братята му в работата на управлението, допринасяйки за изгонването на сем. Бонаколси от Мантуа.
Гуидо приема поета Франческо Петрарка в двора си, предвиждайки културните интереси, които отличават благородническото семейство.
На 20 септември 1337 г. местната общност на Кастел Гофредо, с публичен акт на нотариуса Джакомино Гандолфи, решава да се постави под закрилата на Гонзага от Мантуа. Актът е предаден от някои кастелани в ръцете на Гуидо, който по това време управлява града заедно с баща си Луиджи.
Големият двор от 1340 г. е запомнящ се и в него Гонзага, по повод семейни бракове, събира различни италиански принцове и много благородници в Мантуа.Изключителни са изпълненията на огромна тълпа от добре платени певци, шутове, танцьори на въже, музиканти и актьори, облечени в най-елегантни дрехи, избрани измежду тези, които самите принцове разменят помежду си като знак за приятелство и уважение по случай празници или специални тържества. Поетът Бенвенуто Алипрандо описва събитието със стихове, предадени ни чрез Лудовико Муратори.
През лятото на 1368 г. Гуидо претърпява атаката на Бернабо Висконти, съюзник на Кансиньорио дела Скала, който възнамерява да създаде държава на юг от Милано към Емилия: следователно Гонзага стават васали на Висконти.
Умира на 22 септември 1369 г. на 79 г. и е наследен от своя оцелял син Луиджи, който се озовава в битка срещу Бернабо Висконти, възнамеряващ да разшири властта си и на изток от Милано. Погребан е в семейния параклис на църквата „Св. Франциск“ в Мантуа.

## Брак и потомство
Жени се три пъти:
∞ 1. за Аниезе Пико (* 1300, † 1340), дъщеря на Франческо I Пико, господар на Мирандола и подест на Модена, от която има 2 дъщери:
- Беатриче Гонзага (* Мантуа, † ок. 1335, Ферара), ∞ 21 януари 1335 за Николо I д’Есте (* 1294, Ферара; † 1 май 1344, пак там),  кондотиер, съгосподар на Ферара, господар на Модена, от когото има 1 син и 1 дъщеря
- Томазина Гонзага, ∞ 1340 за кондотиера Ацо да Кореджо (* 1303, † ок. 1362), от когото има 7 деца

∞ 2. 1340 за Камила Бекария (* 14 век, Болоня; † 14 век) от господарите на Павия, от която няма деца.
∞ 3. за Беатрис дьо Бар (* 1310, † 1350), дъщеря на Едуард I, граф на Бар от Дом Скарпон, от която има пет сина и една дъщеря:
- Уголино Гонзага (* 1320, † 14 октомври 1362 убит от братята си), ∞ 1. за Верде дела Скала († 1340), дъщеря на Албоино I дела Скала, господар на Верона, и на първата му съпруга Катерина Висконти, от която няма деца 2. за Емилия (Камила) Дела Герардеска († 1349), дъщеря на Бонифацио Новело, граф на Доноратико и господар на Пиза, и на Контелда Спинола, от която има 1 дъщеря 3. за Катерина Висконти, (* 1342, † 1382), дъщеря на Матео II Висконти и Джильола Гонзага, от която няма деца
- Луиджи II Гонзага (* 1334, Мантуа; † 4 октомври 1382), 3-ти капитан на народа на Мантуа, ∞ 16 февруари 1356 за Алда д’Есте (* 1333, † 1381), дъщеря на Обицо III д’Есте, господар на Ферара и Модена, от която има 1 син и 1 дъщеря;
- Франческо Гонзага († 1369, Мантуа), ∞ за Елена да Полента, от която има 3 сина;
- Бернабо Гонзага († 1366);
- Маргерита Гонзага (*/† 14 век), ∞ 1353 за Якопино да Карара, син на Николо да Карара, господар на Падуа, от когото има 1 син;[8]
- Риналдо Гонзага, служи на семейство Есте.